# Haruo Arima
Haruo Arima var en japansk fotbollsspelare.